# Kalki
Kalki (en devanagari कल्कि) és, segons la tradició hindú, el darrer avatar de Vixnu que encara està per arribar.
Segons el Bhagavata purana, Kalki vindrà al final de l'era de Kali Yuga muntant un cavall blanc i brandint una espasa per a matar tota la humanitat, que estarà completament degradada, i així iniciar una nova era de la veritat.